# 拉吉斯拉夫·瓦哈
拉吉斯拉夫·瓦哈（捷克語：Ladislav Vácha，1899年3月21日—1943年6月28日），捷克斯洛伐克男子体操运动员。他曾在1924年和1928年夏季奥运会体操比赛中获得1枚金牌、2枚银牌和2枚铜牌。